# Vlaamse Cultuurprijs voor Cultuurmanagement / Cultureel Ondernemerschap
De Vlaamse Cultuurprijs voor Cultuurmanagement is een van de Vlaamse Cultuurprijzen. Het is een prijs van de Vlaamse overheid i.s.m. het Bilsen Fonds voor Cultuurmanagement, ingesteld in 2010. De prijsuitreiking vindt plaats tijdens het jaarlijkse Colloquium voor Cultuurmanagement van het Bilsen Fonds aan de Universiteit Antwerpen. Vanaf 2014 werd de prijs hernoemd naar Vlaamse Cultuurprijs voor Cultureel Ondernemerschap.
Aan de Prijs voor Cultuurmanagement is een bedrag van 12.500 euro verbonden.

## Laureaten
- 2010: Vooruit - Yesplan
- 2011: Vlaams Audiovisueel Fonds
- 2012: Ancienne Belgique (instelling)
- 2014: Swen Vincke (Larian Studios)
- 2015: Maarten Van Cauwenberghe